# En vivo Guadalajarra-Monterrey
En vivo Guadalajara-Monterrey es el primer álbum en vivo y décimo general de la banda sinaloense mexicana MS de Sergio Lizárraga, lanzado el 28 de agosto de 2015 bajo el sello independiente Lizos Music. 
El álbum se compone de música tradicional y popular mexicana e incluye quince canciones interpretadas en vivo y una canción inédita grabada en estudio.

## Descripción
El álbum fue grabado en el Auditorio Telmex de Guadalajara, Jalisco el 2 de mayo de 2015 y en la Arena Monterrey de Monterrey, Nuevo León el 25 de abril de 2015.
El álbum fue lanzado en formato CD y CD/DVD, se compone de catorce canciones que han sido éxitos de Banda MS, una versión de la canción «Se va muriendo mi alma» compuesta por Marco Antonio Solís y «Piénsalo» una canción inédita y sencillo del álbum compuesta por Horacio Palencia.

## Sencillos
«Piénsalo» compuesta por Horacio Palencia es el único sencillo del álbum lanzado el 8 de junio de 2015 como descarga digital.

## Lista de canciones
Créditos adaptados de Allmusic.

| CD/DVD |                           |                                     |          |  |
| N.º    | Título                    | Escritor(es)                        | Duración |  |
| 1.     | «Me gustas mucho»         | Javier Cuen                         | 2:36     |  |
| 2.     | «Sigue»                   | Horacio Palencia                    | 2:05     |  |
| 3.     | «No me pidas perdón»      | Horacio Palencia                    | 3:44     |  |
| 4.     | «Háblame de ti»           | Horacio Palencia                    | 3:15     |  |
| 5.     | «Por este amor»           | Omar Tarzón                         | 3:37     |  |
| 6.     | «Amor express»            | Espinoza Paz                        | 3:35     |  |
| 7.     | «Ayer la vi por la calle» | Máximo Aguirre y Antonio Gómez      | 3:07     |  |
| 8.     | «Mi razón de ser»         | Horacio Palencia                    | 3:43     |  |
| 9.     | «Hermosa experiencia»     | Eduardo Palencia y Horacio Palencia | 4:00     |  |
| 10.    | «Me gusta tu vieja»       | Espinoza Paz                        | 5:45     |  |
| 11.    | «El mechón»               | Abraham Nuñez                       | 3:53     |  |
| 12.    | «Mi olvido»               | Espinoza Paz                        | 4:43     |  |
| 13.    | «Se va muriendo mi alma»  | Marco Antonio Solís                 | 3:51     |  |
| 14.    | «A lo mejor»              | Espinoza Paz                        | 3:33     |  |
| 15.    | «El 24»                   | Manuel Antonio Fernández Estrada    | 2:16     |  |
| 16.    | «Piénsalo» (inédita)      | Horacio Palencia                    | 2:35     |  |
| 56:18  |                           |                                     |          |  |

## Posicionamiento en listas
| Estados Unidos | US Latin Albums            | 1  |
| Estados Unidos | US Regional Mexican Albums | 1  |
| México         | Top 20 (AMPROFON)          | 15 |

| País           | Lista                      | Mejor posición |      |      |      |      |      |
| 2015           | 2015                       | 2015           | 2015 | 2015 | 2015 | 2015 | 2015 |
| -------------- | -------------------------- | -------------- | ---- | ---- | ---- | ---- | ---- |
| Estados Unidos | US Latin Albums            | 46             |      |      |      |      |      |
| Estados Unidos | US Regional Mexican Albums | 19             |      |      |      |      |      |
| México         | Top 100 (AMPROFON)         | 95             |      |      |      |      |      |
| 2016           |                            |                |      |      |      |      |      |
| Estados Unidos | US Latin Albums            | 21             |      |      |      |      |      |
| Estados Unidos | US Regional Mexican Albums | 11             |      |      |      |      |      |
| México         | Top 100 (AMPROFON)         | 55             |      |      |      |      |      |
| 2017           |                            |                |      |      |      |      |      |
| Estados Unidos | US Latin Albums            | 16             |      |      |      |      |      |
| Estados Unidos | US Regional Mexican Albums | 3              |      |      |      |      |      |
| 2018           |                            |                |      |      |      |      |      |
| Estados Unidos | US Latin Albums            | 31             |      |      |      |      |      |
| Estados Unidos | US Regional Mexican Albums | 7              |      |      |      |      |      |

### Sencillos
| Año  | Título     | Posiciones     | Posiciones     | Posiciones                  | Posiciones      | Posiciones         |
| Año  | Título     | México General | México Popular | Guatemala Regional Mexicano | USA Latin Songs | USA Regional Songs |
| ---- | ---------- | -------------- | -------------- | --------------------------- | --------------- | ------------------ |
| 2015 | «Piénsalo» | 1              | 1              | 2                           | 5               | 1                  |

## Certificaciones
| País   | Organismo certificador | Certificación | Ventas certificadas | Simbolización |
| ------ | ---------------------- | ------------- | ------------------- | ------------- |
| México | AMPROFON               | Oro           | 30 000              | ●             |